# Фрії

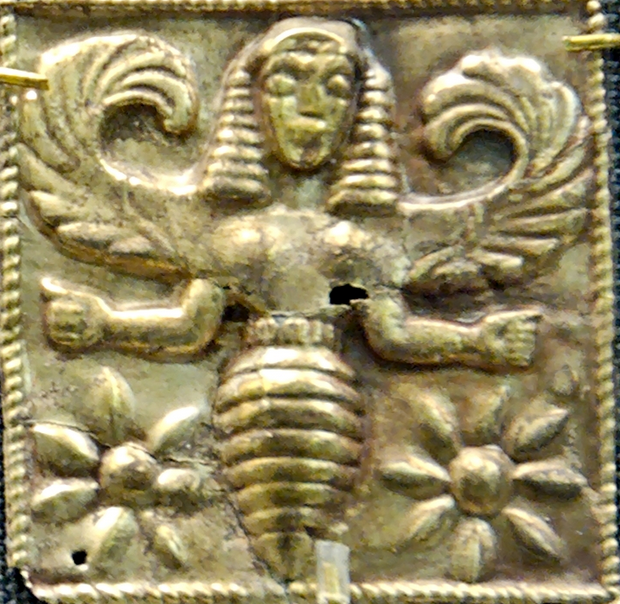
Бджола-богиня, можливо, одна з Фрій, знайдена в Каміросі, Родос, датована 7 століттям до нашої ери (Британський музей)

Трія ([ˈθraɪ.iː] ; дав.-гр. Θριαί, трансліт. Thriaí) були німфами, трьома незайманими сестрами, однією з низки таких тріад у грецькій міфології . Їх звали Мелайна («Чорна»), Клеодора («Прославилася своїм даром») і <i id="mwGQ">Дафніс</i> («Лавр») або Коріція .

## Міфологія
Вони були трьома наядами (німфами) священних джерел Корікійської печери гори Парнас у Фокіді та покровительками бджіл. У німф були жіночі голови і тулуби, нижня частина тіла і крила бджоли.
Сестри-німфи були романтично пов'язані з богами Аполлоном і Посейдоном; Коріція, сестра, на честь якої була названа Корікійська печера, була матір'ю Лікорея з Аполлоном, Клеодору любив Посейдон і була матір'ю від нього (або Клеопомп) Парнаса (який заснував місто Парнас), а Мелайна також була любив Аполлон і народив йому Дельфос (хоча інша традиція називає Тію матір'ю Дельфа). Її ім'я, що означає «чорна», говорить про те, що вона керувала підземними німфами.
Ці три дівчата-бджоли, що володіють силою ворожіння і, таким чином, говорять правду, описані в Гомерівському Гімні Гермесу, а їжа богів «ідентифікується як мед»; бджолині дівчата спочатку були пов'язані з Аполлоном і, ймовірно, невірно ототожнювались з Тріями. І Тріям, і Бджолиним дівчатам приписують допомогу Аполлону в розвитку його дорослих здібностей, але ворожіння, яке Аполлон дізнався від Тріїв, відрізняється від ворожіння Бджолиних дівчат. Тип ворожіння, якому Трії навчали Аполлона, полягав у ворожінні мантичних камінців, киданні каміння, а не типу ворожіння, пов'язаному з бджолиними дівчатами та Гермесом: клеромантія, кидання жеребків. Мед, згідно з грецьким міфом, відкрила німфа на ім'я Мелісса («Бджола»); а мед приносили грецьким богам з мікенських часів. Бджоли також асоціювалися з Дельфійським оракулом, а пророчицю іноді називали бджолою.